# بولين ويلز
بولين ويلز (بالإنجليزية: Pauline Wales)‏ هي مغنية ومغنية أوبرا بريطانية، ولدت في 1938.

## وصلات خارجية
- بولين ويلز على موقع IMDb (الإنجليزية)
- بولين ويلز على موقع قاعدة بيانات الفيلم (الإنجليزية)